# Knautiawespbij
De knautiawespbij (Nomada armata) is een vliesvleugelig insect uit de familie van de bijen en hommels (Apidae). De wetenschappelijke naam van de soort is gepubliceerd in 1839 door Herrich-Schäffer.